# 1803
- Wikisource

| Calendário gregoriano                                                        | 1803 MDCCCIII                       |
| Ab urbe condita                                                              | 2556                                |
| Calendário arménio                                                           | 1252 – 1253                         |
| Calendário bahá'í                                                            | -41 – -40                           |
| Calendário budista                                                           | 2347                                |
| Calendário chinês                                                            | 4499 – 4500 Início a 23 de janeiro  |
| Calendário copta                                                             | 1519 – 1520                         |
| Calendário etíope                                                            | 1795 – 1796                         |
| Calendários hindus - Vikram Samvat - Calendário nacional indiano - Cáli Iuga | 1858 – 1859 1724 – 1725 4903 – 4904 |
| Calendário Holoceno                                                          | 11803                               |
| Calendário islâmico                                                          | 1218 – 1219                         |
| Calendário judaico                                                           | 5563 – 5564                         |
| Calendário persa                                                             | 1181 – 1182 Início a 22 de março    |
| Calendário rúnico                                                            | 2053                                |
| Calendário solar tailandês                                                   | 2346                                |

1803 (MDCCCIII, na numeração romana)  foi um ano comum do século XIX do actual Calendário  Gregoriano, da Era de Cristo, e a sua letra dominical foi B (52 semanas), teve início a um sábado e terminou também a um sábado.
| Ano completo                   |
| ------------------------------ |
| Ano comum com início ao sábado |

## Eventos
- 3 de maio - Napoleão Bonaparte vende o território da Louisiana aos Estados Unidos da América.
- O sueco Jöns Jacob Berzelius descobre o elemento químico cério.
- Início do segundo reinado de Tashi Namgyal, Desi Druk do Reino do Butão, reinou 1805.
- Fim do reinado de Druk Namgyal, Desi Druk do Reino do Butão, iniciado em 1799.

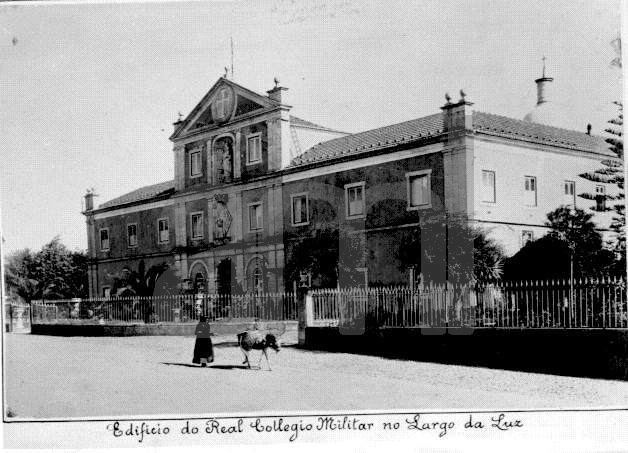
Real Colégio Militar

### Março
- 1 de março - Ohio torna-se o 17º estado norte-americano, sendo o primeiro território do Território do Noroeste a ser elevado à categoria de estado.
- 3 de março - Fundado o Real Colégio Militar em Oeiras, Portugal, por iniciativa do então  Coronel António Teixeira Rebelo.
- 14 de Março - O então regente D. João VI demite o intendente Pina Manique.

## Nascimentos
- 25 de maio - Ralph Waldo Emerson, escritor, filósofo e poeta estado-unidense (m. 1882).
- 18 de Agosto - Sebastião do Rego Barros, militar, político e ministro da Guerra brasileiro (m. 1863).
- 25 de Agosto - Luís Alves de Lima e Silva, o Duque de Caxias, patrono do exército brasileiro, nasceu em terras hoje pertencentes ao município de mesmo nome (Duque de Caxias, Rio de Janeiro, Brasil)
- 8 de Setembro - Léon Faucher, político francês (m. 1854).
- 28 de Setembro - Prosper Mérimée, arqueólogo e escritor francês (m. 1870).
- 29 de novembro - Johann Christian Andreas Doppler, físico Austríaco que descobriu o efeito Doppler (m. 1853).
- 11 de dezembro - Hector Berlioz, compositor francês (m. 1869).

## Mortes
- 8 de Outubro - Vittorio Alfieri, escritor italiano (n. 1749).
- 18 de Dezembro - Johann Gottfried von Herder, filósofo e escritor alemão (n. 1744).

## Por tema
- 1803 na arte
- 1803 na ciência
- 1803 na literatura
- 1803 na música